# Michel Brûlé
Pour les articles homonymes, voir Brûlé.
Cet article concerne l'éditeur. Pour la maison d'édition, voir Éditions Michel Brûlé. Pour la page d'homonymie Michel Brulé, voir Michel Brulé.
Michel Brûlé, né le 14 juin 1964 à Saint-Jérôme et mort le 31 mai 2021 au Brésil, est un éditeur, chanteur et écrivain québécois. Il fonde les Éditions des Intouchables ainsi que les Éditions Michel Brûlé et les Éditions Cornac.
En 2008, il est le 2e plus important éditeur du Québec en termes de ventes d'exemplaires jusqu'à sa mort en 2021[réf. nécessaire]. Il affirme parler couramment 8 langues,. En 2013 il se présente comme candidat à la mairie de Montréal.

## Biographie
Michel Brûlé obtient une maîtrise en littérature française et québécoise ainsi qu'un certificat en éducation[source insuffisante]. Il enseigne au secondaire et au professionnel au Québec avant de devenir chargé de cours à l'université du Nouveau-Brunswick, à Frédéricton[source insuffisante]. Il se lance dans le monde de l'édition en 1993.
Il est condamné pour viol et agression sexuelle en 2019.
Le 31 mai 2021, Michel Brûlé meurt dans un accident de vélo au Brésil.
En 2022, un balado est consacré à son parcours extravagant. Le balado est composé de six épisodes et créé par l'écrivaine India Desjardins, dont la série de romans du personnage Aurélie Laflamme a été éditée par Brûlé.

## Politique
En juillet 2008, il annonce son intention de se présenter comme candidat à la mairie de Montréal pour l'élection municipale montréalaise de 2009. En mai 2009, il renouvelle son intention et se présente seul.
En décembre 2010, il annonce à nouveau sa volonté de se présenter à la mairie de Montréal comme candidat indépendant aux élections de 2013. Il propose entre autres la réduction du nombre d'élus. Il se présente comme un candidat plus transparent et authentique que la plupart de ceux en place. Il propose aussi une réforme du système de santé québécois. Il dit avoir comme principal modèle l'Allemagne.
Michel Brûlé se déclare souverainiste.
Le 2 mars 2011, il publie le livre 65 mesures pour améliorer le Québec. Il y propose, entre autres, de légaliser la prostitution et de réformer l'assurance médicament.

## Justice
En 2017, l'écrivaine Jill Côté ainsi que plusieurs de ses ex-employées portent plainte contre lui pour agressions sexuelles. À la suite de ces accusations, il retire sa candidature pour la mairie du Plateau-Mont-Royal. En 2018, il est poursuivi par l'écrivaine Marie-Josée Cordeau pour « non-respect » de contrat. En mai 2019, il est à nouveau accusé d'agressions sexuelles. Son procès débute en février 2020. Le 14 octobre 2020, Michel Brûlé est reconnu coupable d'agression sexuelle à l’endroit d’une autrice venue le rencontrer pour présenter un manuscrit.

## Œuvre
Michel Brûlé a notamment publié L’enfant qui voulait dormir, Anglaid et La grammaire en chansons pour tous.
En 2005, il publie L'Enfant qui voulait dormir chez Grasset & Fasquelle. La même année, il fait un passage à l'émission Tout le monde en parle.
En 2007, il sort son premier disque s'intitulant "Tu zappes ta vie" où il chante en français, en russe et en allemand.
En 2009, il publie ses premières bandes dessinées Les Bouctouches.
En 2009, il réalise et joue son premier film intitulé Caido.